# Campionat de Cantàbria de futbol
El Campionat de Cantàbria de futbol, també conegut com Campionat Regional de Cantàbria, fou la màxima competició futbolística disputada pels clubs de la província de Santander a començament de segle xx. El campionat servia per a designar el representat del nord en el Campionat d'Espanya.

## Història

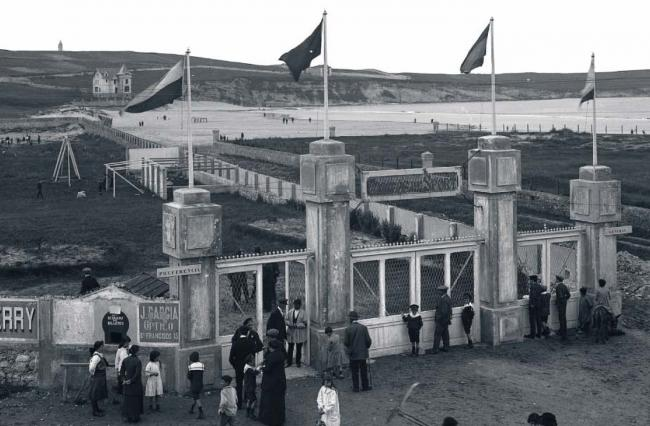
Entrada dels Camps de Sport del Sardinero a començament del segle XX.

El futbol començà a practicar-se a Cantàbria al voltant de 1902. Aviat començaren a disputar-se les primeres competicions. L'any 1905 es disputà la Copa Luis Redonet, entre els clubs Orión i Sportiva Santanderina, els únics que es van inscriure. Entre 1907 i 1911 es jugà la Copa Santander, organitzada pel Santander Foot-ball Club.
L'any 1912 es començà a disputar el Campionat Provincial, que esdevingué la principal competició de la regió. Amb la creació de la Reial Federació Espanyola de Futbol l'any 1913 es decidí reorganitzar i estructurar els campionats regionals, com a via d'accés al Campionat d'Espanya. Els equips de Santander foren adscrits a la Federació Regional Nord, juntament amb els equips bascos i navarresos. El Campionat Provincial es convertí en el Campionat Regional Nord de Segona Categoria, sector Cantàbria.
L'any 1918 es produí un cisma a la Federació Nord i els equips guipuscoans se'n separaren i crearen la Federació Guipuscoana. D'aquesta manera, el Campionat Regional Nord quedà reduït a clubs biscaïns i càntabres.
El 16 d'agost de 1922, després d'una reunió de l'assemblea de clubs de la Federació Regional Nord, s'aprovà el canvi de nom de la federació pel de Federació Biscaïna de Futbol. El 23 d'octubre del mateix any els clubs càntabres (Racing, Siempre Adelante, Unión Montañesa, Eclipse, Comercial i Gimnástica de Torrelavega) crearen la Federació Càntabra de Futbol i començaren a organitzar el seu propi campionat.
La temporada 1931-32, les federacions asturiana i càntabra decidiren unir els seus campionats i crearen el Campionat Mancomunat Astur-Càntabre, que fou guanyat per l'Oviedo, seguit de l'Sporting. La temporada següent es disputaren de nou campionats separats. Aquest cop, al campionat càntabre també hi participaren els clubs palentins, concretament el CD Palencia, en desaparèixer la Federació de Castella i Lleó, que s'havia fusionat amb la Federació Centre.
L'any 1934, l'assemblea de la Reial Federació Espanyola de Futbol va aprovar una reestructuració de les competicions de futbol, mitjançant la qual es van crear una sèrie de Campionats Suprarregionals, col·locats jeràrquicament per sobre dels campionats regionals organitzats per les federacions territorials que tradicionalment s'havien disputat fins aleshores. Els clubs de Cantàbria foren inclosos en el Suprarregional Catella-Cantàbria-Aragó.
Després de l'aturada per la guerra civil espanyola, el campionat tornà, abans de desaparèixer definitivament, com la resta de campionats regionals.

## Historial
Font:
| Campionat Mancomunat Astúries-Cantàbria           |
| Campionat Suprarregional Castella-Cantàbria-Aragó |

| Temporada | Campió                                                  | Subcampió                                               |
| --------- | ------------------------------------------------------- | ------------------------------------------------------- |
| 1913-1918 | Campionat Regional Nord (Segona Categoria)              | Campionat Regional Nord (Segona Categoria)              |
| 1918-1922 | vegeu Campionat Regional Nord (Biscaia-Cantàbria)       | vegeu Campionat Regional Nord (Biscaia-Cantàbria)       |
| 1922-23   | Racing de Santander (1)                                 | Gimnástica de Torrelavega                               |
| 1923-24   | Racing de Santander (2)                                 | Unión Montañesa                                         |
| 1924-25   | Racing de Santander (3)                                 | Gimnástica de Torrelavega                               |
| 1925-26   | Racing de Santander (4)                                 | Gimnástica de Torrelavega                               |
| 1926-27   | Racing de Santander (5)                                 | Gimnástica de Torrelavega                               |
| 1927-28   | Racing de Santander (6)                                 | Gimnástica de Torrelavega                               |
| 1928-29   | Racing de Santander (7)                                 | Gimnástica de Torrelavega                               |
| 1929-30   | Racing de Santander (8)                                 | Gimnástica de Torrelavega                               |
| 1930-31   | Racing de Santander (9)                                 | Eclipse FC                                              |
| 1931-32   | vegeu el Campionat Mancomunat Astúries-Cantàbria        | vegeu el Campionat Mancomunat Astúries-Cantàbria        |
| 1932-33   | Racing de Santander (10)                                | Deportivo Torrelavega                                   |
| 1933-34   | Racing de Santander (11)                                | Naval de Reinosa                                        |
| 1934-35   | vegeu Campionat Suprarregional Castella-Cantàbria-Aragó | vegeu Campionat Suprarregional Castella-Cantàbria-Aragó |
| 1934-35   | Santoña CF                                              | Naval de Reinosa                                        |
| 1935-36   | vegeu Campionat Suprarregional Castella-Cantàbria-Aragó | vegeu Campionat Suprarregional Castella-Cantàbria-Aragó |
| 1935-36   | Santoña CF                                              | Barreda Sport                                           |
| 1936-37   | no es disputà per la guerra civil                       | no es disputà per la guerra civil                       |
| 1937-38   | no es disputà per la guerra civil                       | no es disputà per la guerra civil                       |
| 1938-39   | Racing de Santander (12)                                | Juventud Unión Montañesa                                |
| 1939-40   | Racing de Santander (13)                                | Juventud Unión Montañesa                                |

1. ↑  Es disputà el campionat mancomunat astur-càntabre, amb la participació de 4 equips asturians (Oviedo FC, Sporting de Gijón, Stadium Avilesino i Club Gijón) i 2 càntabres (Racing de Santander i Eclipse FC de Santander).
2. 1 2  Les temporades 1934-35 i 1935-36, el millor equip càntabre, el Racing, disputà el Campionat Suprarregional Castella-Cantàbria-Aragó. El campionat de Cantàbria fou disputat per equips de segona categoria, situat per sota del Suprarregional jeràrquicament.

## Palmarès
- Real Racing Club de Santander: 13 títols (1922-23, 1923-24, 1924-25, 1925-26, 1926-27, 1927-28, 1928-29, 1929-30, 1930-31, 1932-33, 1933-34, 1938-39, 1939-40)